# Anno 1602
Anno 1602: Creation of a New World, mang tên 1602 A.D. ở Bắc Mỹ, là một game mô phỏng xây dựng và quản lý do Max Design phát triển và Sunflowers Interactive phát hành vào năm 1998. Lấy bối cảnh thời kỳ cận đại, game cho phép người chơi xây dựng các thuộc địa trên các đảo nhỏ và quản lý tài nguyên, thăm dò, ngoại giao và thương mại. Thiết kế game rất đáng chú ý vì nỗ lực thực hiện trí thông minh nhân tạo 'tiến bộ', nghĩa là nhịp điệu trong game thay đổi để đáp ứng với việc người chơi hành động nhanh như thế nào.
Anno 1602 là một tựa game bom tấn thương mại thu hút người mua bên ngoài nhân khẩu học thông thường của ngành game máy tính Đức, bao gồm một tỷ lệ đáng kể khách hàng nữ. Đây là trò chơi máy tính bán chạy nhất năm 1998 của thị trường Đức và vẫn là tựa game bán chạy nhất mọi thời đại vào năm 2003, với hơn 1,7 triệu bản được bán tại các quốc gia nói tiếng Đức. Trò chơi ít thành công hơn trên thị trường quốc tế, nhưng cuối cùng đã bán được hơn 2,7 triệu bản trên toàn thế giới vào năm 2004. Anno 1602 đã khởi đầu dòng game Anno, dẫn đến các phần tiếp theo Anno 1503, Anno 1701, Anno 1404, Anno 2070, Anno 2205 và Anno 1800.

## Lối chơi
Anno 1602 nhằm mục đích là sự pha trộn giữa lối chơi mô phỏng và chiến lược, mang đến cho người chơi cơ hội tạo ra một thế giới thực tế và sống động, mô hình hóa nó theo ý thích của họ. Mục tiêu cuối cùng của game là khám phá chuỗi đảo, đưa dân tới định cư, phát triển dần dần và sau đó giao dịch với những người chơi khác. Người chơi cũng có thể giao dịch với các thuộc địa của riêng mình và nhiều người chơi trung lập do CPU điều khiển khác nhau như bộ lạc bản địa. Mặc dù trò chơi tập trung chủ yếu vào quan điểm kinh tế, nhưng trong những dịp khác nhau, người chơi sẽ bị buộc (hoặc sẽ phải chống lại số khác) phải đứng ra bảo vệ hòn đảo của họ trước những kẻ thù hiện hữu xung quanh.
Anno 1602 thuộc thể loại mô phỏng thương mại và xây dựng thuộc địa. Người chơi kiểm soát một quốc gia châu Âu vô danh vào năm 1602 sau Công nguyên đang tìm cách mở rộng quyền lực của họ sang Tân Thế giới. Khi bắt đầu game, người chơi sẽ cần tìm một hòn đảo gần đó, xâm chiếm và bắt đầu xây dựng một nền kinh tế của riêng mình. Bản phát hành tại Mỹ chứa tất cả sáu kịch bản (ngoài màn hướng dẫn và huấn luyện) được bao gồm trong bản phát hành gốc châu Âu, cũng như 9 kịch bản mới, cùng với màn "nhập vai tự do".
Trong Anno 1602, người chơi có thể chọn thực hiện một trong nhiều kịch bản trong game hoặc tham gia vào một màn dạng chơi tự do. Game cũng có tính năng chơi trực tuyến và kết nối mạng với tối đa 4 người chơi khác cùng một lúc. Bởi vì phần chơi mạng ít phức tạp hơn so với các tựa game hiện đại, sự chậm trễ và ngắt kết nối thường xảy ra. Mặc dù vậy, Anno 1602 vẫn thỉnh thoảng được chơi bởi một nhóm nhỏ các game thủ PC LAN hoặc bởi những người chơi qua internet. Trò chơi cũng có thể chơi được thông qua kết nối modem rỗng.

### Phe phái
Anno 1602 được thiết kế để trung lập hóa về mặt quốc gia nhất có thể. Sau khi nhập tên nhân vật, người chơi được yêu cầu chọn một trong bốn biểu ngữ có màu khác nhau để đại diện cho quốc gia của họ. Sự vắng mặt của các nền văn minh khác nhau với các đặc điểm khác nhau tương phản với các trò chơi khác như The Settlers và Age of Empires.

### Công nghệ
Không giống như các tựa game khác, nơi công nghệ đóng vai trò chính trong việc một người chơi đánh bại người khác, Anno 1602 thay vào đó làm cho việc nâng cấp công nghệ trở nên phù hợp hơn trong các vấn đề nội bộ của thuộc địa. Thay vì mua nâng cấp cho tàu để hoạt động tốt hơn trong các trận hải chiến lớn, thường thì việc nâng cấp được thực hiện để tàu có thể chở nhiều hàng hóa hơn, và do đó làm cho thuộc địa có nhiều tiền hơn. Phần lớn các công trình trong game cũng có thể/phải được nâng cấp về mặt công nghệ trong suốt quá trình chơi game để làm hài lòng cư dân thuộc địa, giúp tạo ra nhiều tiền mặt hơn cho thuộc địa, người chơi có thể tiếp tục nâng cấp quốc gia của mình và bành trướng thế lực sang các đảo khác.

### Công trình
Anno 1602 nói về việc khám phá. Khi thuộc địa phát triển và lan rộng, người chơi có quyền tiếp cận ngày càng nhiều loại công trình và công dân xây dựng nhà ở lớn hơn và ấn tượng hơn cho chính họ. Người chơi được yêu cầu phải đạt đến một cấp độ dân số nhất định trước khi có được quyền tiếp cận nhà máy vũ khí. Khi người chơi sở hữu được nhà máy, cần một số lượng lớn công trình để sản xuất vũ khí và các công trình phụ trợ nhằm tạo dựng các đơn vị quân. Sau khi xây dựng những công trình này xong, người chơi phải trả một dòng tiền liên tục để giữ cho mỗi tòa nhà hoạt động. "Dây chuyền sản xuất" này dù khó khăn cách mấy vẫn được tích hợp vào các tựa game mới hơn như Stronghold.

### Kịch bản tùy chỉnh
Anno 1602 cho phép tạo các bản đồ do người dùng tạo bằng cách sử dụng công cụ tạo màn Scenario Builder. Công cụ này đơn giản và dễ học hơn các công cụ tạo màn có thể so sánh được sử dụng trong các tựa game hiện đại hơn, nhưng nó có ít khả năng hơn. Điều này, cùng với "Random Maps" (bản đồ ngẫu nhiên) tức thì, khiến nhiều người chơi quay trở lại Anno 1602. Không phải tất cả các phiên bản Anno 1602 đều được cung cấp công cụ tạo màn, do đó, một số công cụ tạo màn do người hâm mộ tự làm đã được tạo ra nhằm đáp ứng nhu cầu có những màn chơi mới hơn, mang tính thử thách hơn.

## Phát triển
Anno 1602 được hình thành vào tháng 4 năm 1996 tại Max Design, một nhà phát triển game dựa trên Schladming được thành lập vào năm 1991. Sau một thời kỳ hỗn loạn tài chính đẩy công ty rơi vào cảnh sắp phá sản, nhóm phát triển đã bắt đầu tạo ra Anno như một phần tiếp theo tinh thần cho tựa game trước đó vào năm 1869 – Hart am Wind!, một đối thủ cạnh tranh của The Patrician. Nhóm phát triển của Max Design chỉ có mỗi bốn thành viên: nhà thiết kế Wilfried Reiter, anh em Martin và Albert Lasser và họa sĩ Ulli Koller. Mảng thiết kế của Anno 1602 được làm ra từ từ. Từ ngày 17 tháng 12 đến ngày 22 tháng 12 năm 2018, trò chơi đã được tặng miễn phí cho người dùng Uplay trên PC.

## Phân phối

### Ra mắt
Anno 1602 là một cú hit về mặt thương mại. Tại thị trường Đức, tựa game này đã xuất hiện ở vị trí đầu tiên trên bảng xếp hạng doanh số trò chơi máy tính của Media Control trong nửa cuối tháng 4 năm 1998, và giữ vững vị trí này sau sáu tuần trên bảng xếp hạng. Vào thời điểm đó, nó đã bán được 200.000 bản. Der Spiegel đưa tin vào tháng 6 rằng màn trình diễn này đã đưa Anno trở thành tựa game với "cơ hội tốt nhất để trở thành số một của Đức trong năm nay". Trò chơi sau đó đã nhận được giải thưởng "Platinum" từ Verband der Unterhaltungssoftware Deutschland (VUD), cho doanh số ít nhất 200.000 bản trên khắp thế giới nói tiếng Đức: Đức, Áo và Thụy Sĩ. Thời kỳ Anno 1602 ở vị trí số 1 đã kết thúc vào nửa cuối tháng 6 khi Commandos: Behind Enemy Lines chiếm được thứ hạng này, mà nó duy trì trong 16 tuần. Trò chơi của Sunflowers vẫn ở vị trí thứ hai trên bảng xếp hạng Media Control trong hai tuần cuối tháng 6, tháng 7, tháng 8 và tháng 9.

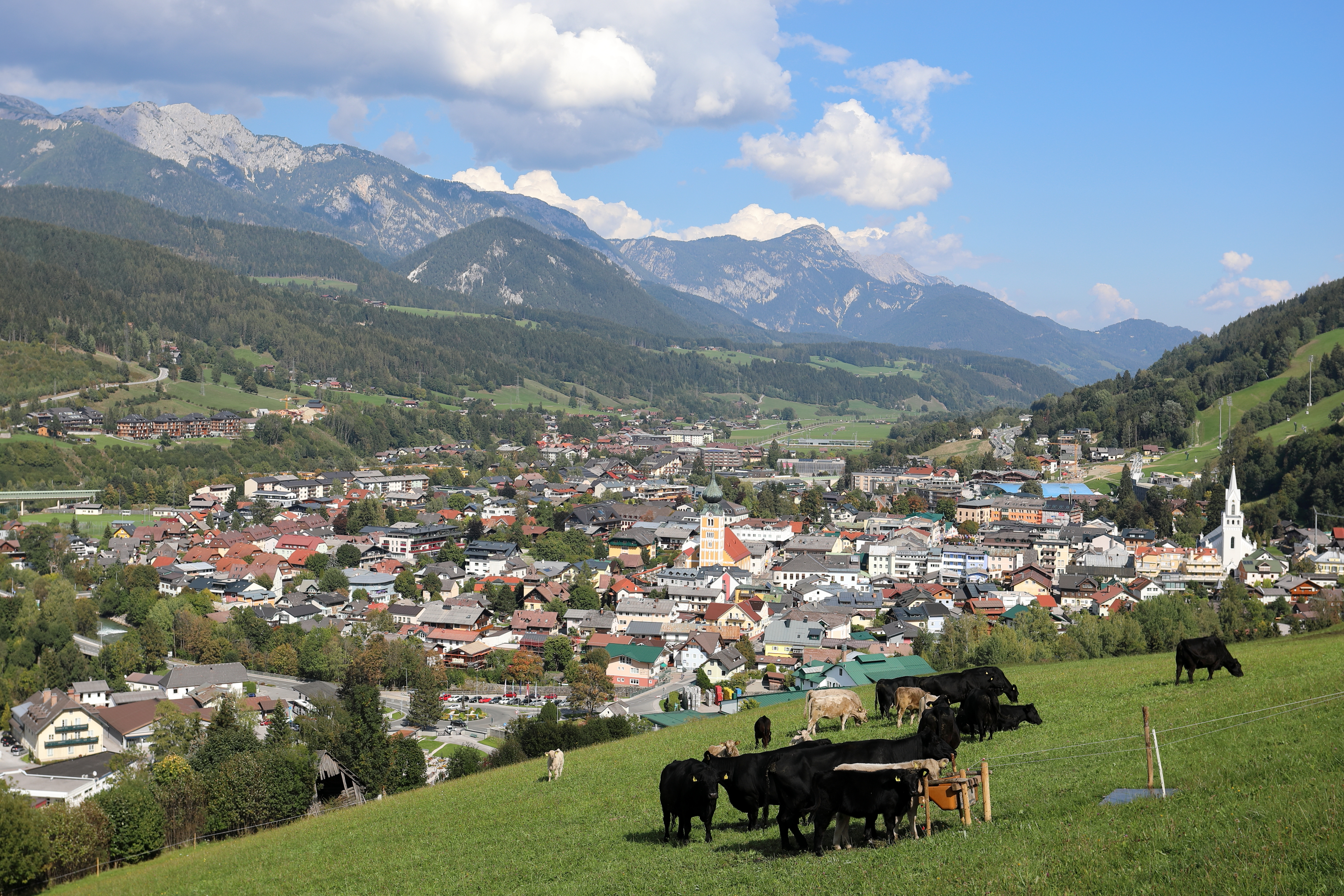
Anno 1602 được phát triển tại thị trấn Schladming ở vùng nông thôn nước Áo.

Doanh số bán hàng 360.000 bản đổ dồn về trong nước vào tháng 9, Anno 1602 là tựa game bán chạy nhất của thị trường Đức trong chín tháng đầu năm 1998. Petra Maueröder của PC Games đã viết rằng Đức "bị ảnh hưởng bởi cơn sốt Anno 1602" trong nửa năm sau khi phát hành, trong khi Max Falkenstern ví nó là một "đại dịch" trong Games Aktuell. Doanh thu của trò chơi trong giai đoạn này đã khiến doanh thu hàng năm của Sunflowers tăng tới 300%, đạt 20 triệu Mác Đức. Nhận xét về thành công này vào thời điểm đó, Eva Müller và Hans-Peter Canibol của Focus lưu ý rằng Sunflowers đã trở thành "một trong số ít các công ty Đức [đã] khẳng định mình trong thị trường [trò chơi máy tính] do Mỹ thống trị." Sunflowers dự báo doanh số 600.000 bản cho Anno vào cuối năm 1998, dựa trên thành tích của nó vào đầu năm. Trò chơi đã giành được vị trí thứ hai trên bảng xếp hạng của Media Control trong hai tuần cuối tháng 10, nằm dưới Need for Speed 3, và sau đó giảm xuống vị trí thứ 3 trong nửa thứ hai của tháng 11 và tháng 12. Doanh số đã tăng lên 400.000 bản sau sáu tháng chào bán, và Anno 1602 cuối cùng đã trở thành trò chơi máy tính bán chạy nhất năm 1998 của thị trường Đức. Tại lễ hội Milia năm 1999 tại Cannes, nó đã mang về giải thưởng "Gold" cho doanh thu trên 15 triệu euro tại Liên minh châu Âu trong năm trước.
Doanh số cao của Anno 1602 tại các quốc gia nói tiếng Đức có được một phần từ kế hoạch bảo vệ bản quyền của Sunflowers, theo PC Games. Mặc dù trò chơi ra mắt với tư cách là đối thủ cạnh tranh trực tiếp của StarCraft, nó đã vượt qua đáng kể tựa game đó trong khu vực vào cuối năm 1998, dù đạt được thành công sau này trên toàn thế giới. Petra Maueröder đã kể rằng, vì StarCraft đã được vận chuyển mà không có sự bảo vệ bản quyền ở Đức, tỷ lệ vi phạm bản quyền của nó đã đạt tới chín bản sao bất hợp pháp cho mỗi phiên bản hợp pháp được bán ra. Ngược lại, Sunflowers đã cố gắng chống lại những kẻ vi phạm bản quyền bằng cách biến Anno 1602 thành "một trong những game đầu tiên" được in trên đĩa CD-ROM dung lượng mở rộng, một người viết của PC Games lưu ý. Chúng vượt quá giới hạn lưu trữ của các đĩa tiêu chuẩn, khiến Anno 1602 không tương thích với hầu hết các đĩa CD-R tiêu dùng và đầu đĩa thời đó. Nỗ lực này đã dẫn đến việc vận chuyển đĩa bị lỗi, một vấn đề phổ biến đối với các đĩa CD dung lượng mở rộng, nhưng cuối cùng được PC Games đánh giá là "thành công hoàn toàn, bất chấp tồn tại nạn bẻ khóa."

### Sau này

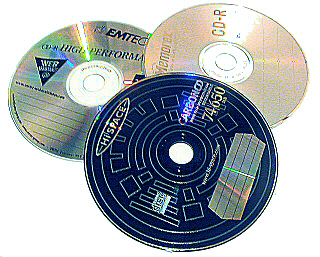
Anno 1602 đã thành công ở thị trường Đức một phần vì nó được vận chuyển trên đĩa CD-R dung lượng mở rộng nhằm ngăn chặn nạn vi phạm bản quyền, theo PC Games.

Anno 1602 trở thành một trong những tựa game mô phỏng xây dựng và quản lý "thống trị bảng xếp hạng doanh số của Đức trong nhiều năm", theo Frank Patalong của Der Spiegel. Đến cuối tháng 1 năm 1999, nó đã dành 38 tuần trong danh sách bán chạy nhất của Media Control, xếp thứ tư trong tháng đó. Nó nhanh chóng trở thành trò chơi máy tính đầu tiên giành được giải thưởng "Double-Platinum" của VUD, với doanh số 400.000 bản tại các quốc gia nói tiếng Đức. Đến tháng 5, Anno 1602 đã bán qua 600.000 bản tại thị trường Đức và—cùng với bản mở rộng New Islands, New Adventures—một triệu bản trên khắp châu Âu. PC Games tuyên bố đây là tựa game máy tính thành công nhất thế giới nói tiếng Đức từ tháng 4 năm 1998–tháng 7 năm 1999, và tính đến tháng 9, tựa game máy tính lớn nhất mọi thời đại trong khu vực. Nó tiếp tục xuất hiện trong bảng xếp hạng doanh số của Media Control cho đến nửa cuối tháng 9 năm 1999, khi nó được xếp hạng ở vị trí thứ 26 và giữ vững ở tuần thứ 70 liên tiếp trong bảng xếp hạng hàng đầu. Doanh số đã vượt qua 650.000 bản vào tháng 10; New Islands đã bán được hơn 200.000 bản vào ngày đó.
Trong phần thứ hai của tháng 10 năm 1999, Anno 1602: Königs-Edition xuất hiện ở vị trí thứ 4 trên bảng xếp hạng của Media Control. Được công bố vào tháng 8 cho màn ra mắt vào mùa thu, SKU đã kết hợp Anno 1602 và New Islands với các màn chơi phần thưởng độc đáo. Phiên bản mới đã trải qua 10 tuần trong bảng xếp hạng vào cuối năm 1999, bao gồm cả vị trí thứ bảy cho tháng 12. Nó tiếp tục xếp hạng trong top 10 của Media Control trong năm 2000: bản Königs-Edition đạt vị trí thứ 4 vào tháng 2 và duy trì ở vị trí thứ 11 trong tháng 8, đã trải qua 12 tháng trong top 30. Tháng sau, Infogrames Đức đã tuyên bố bản phát hành lại của Anno thành một tựa game được dán nhãn "Soft Price", với giá thành giám xuống còn 40 Mác Đức. Bản Soft Price chiếm vị trí thứ 6 vào tháng 10 và tháng 11 năm 2000 trên bảng xếp hạng của Media Control dành cho các tựa game giá rẻ, và nằm trong top 15 cho tháng 2 và tháng 3 năm 2001. Doanh số của Anno 1602 đã tăng hơn một triệu bản tại các quốc gia nói tiếng Đức vào tháng 9 năm 2000, và đến tháng 4 năm 2001 đã vượt qua 1,5 triệu bản trên toàn thế giới. Doanh số toàn cầu tăng lên 1,7 triệu bản vào tháng 10 năm 2001, trong đó Königs-Edition chiếm 170.000 bản. SKU đã được phát hành lại vào tháng đó dưới nhãn "Classics" của Electronic Arts, một lần nữa với giá rẻ, và nó đã xuất hiện ở vị trí thứ 11 trên bảng xếp hạng ngân sách của Media Control dành cho tháng 11.
Anno 1602 đã bán được 2 triệu lần vào tháng 12 năm 2001, bao gồm cả "hơn một triệu" trong thế giới nói tiếng Đức, theo Sunflowers. Tháng đó, công ty đã tiết lộ mối quan hệ đối tác mới với ak tronic, một nhà bán sỉ có kệ trưng bày ở điểm bán lẻ nổi tiếng với kệ trưng bày hàng hóa hình "Kim tự tháp" với giá rẻ trong các cửa hàng của Đức. Loại hình giá rẻ này đã tạo thành một phần quan trọng của thị trường game Đức và nhà báo Jörg Langer về sau đã gọi nó là chìa khóa cho doanh số cao cả đời của Anno. Theo thỏa thuận, ak tronic sẽ bao gồm các bản giá rẻ (10 euro) của Anno 1602 trong các kệ trưng bày hàng hóa hình Kim tự tháp của nó, bắt đầu với một lô hàng 250.000 bản vào tháng 1 năm 2002. Peter Schroer của ak tronic dự đoán doanh số 500.000 cho phiên bản Kim tự tháp của Anno vào cuối năm 2002. Tại thị trường Đức, bản phát hành mới đã tiến hành bán 50.000 bản trong tháng đầu tiên lên kệ, và nó đã tăng lên vị trí số 1 trên bảng xếp hạng giá rẻ của Media Control vào tháng 2 năm 2002. Đứng thứ hai vào tháng 3, đứng top thứ 10 vào tháng 6, tháng 7, tháng 8, tháng 9, tháng 10 và tháng 11. Media Control đã gán cho nó là tựa game máy tính giá rẻ bán chạy nhất của Đức (dưới 28 euro) trong năm, trong khi phần tiếp theo Anno 1503 của nó đã chiếm vị trí đầu tiên trong năm 2002 trong số các tựa game giá gốc.
Đến tháng 4 năm 2003, Anno 1602 vẫn là tựa game máy tính lớn nhất từ trước đến nay của thị trường Đức. Phiên bản Kim tự tháp của nó đảm bảo 10 vị trí hàng đầu trên bảng xếp hạng game giá rẻ của Media Control trong ba tháng đầu năm đó. Sau khi kết thúc ở vị trí thứ 11 vào tháng 6 năm 2003, phiên bản Kim tự tháp đã trải qua 17 tháng liên tiếp trong top 20 của Media Control. Doanh số toàn cầu của Anno 1602 đã tăng lên 2,7 triệu bản vào tháng 9 năm 2004. Vào năm 2007, Jörg Langer đã viết rằng chỉ riêng phiên bản Kim tự tháp đã đóng góp khoảng 750.000 doanh thu vào tổng thời gian tồn tại của trò chơi.

### Nhân khẩu học
Theo Heiko Klinge của GameStar, một số lượng đáng kể người mua Anno đã vượt ra ngoài nhân khẩu học tiêu chuẩn dành cho các tựa game máy tính của Đức. Đến năm 2000, Sunflowers đã ghi nhận "tỷ lệ người chơi và phụ nữ thiếu kinh nghiệm trong cơ sở người hâm mộ Anno" cao, điều này được cho là do mục tiêu thiết kế của game là "chơi không căng thẳng". Klinge lặp lại lý thuyết này. Der Spiegel đã đưa tin tương tự về sự hấp dẫn của Anno giữa cả những người chơi bình thường và khó tính, và tạp chí Carsten Görig lập luận rằng "nhiều người có thể đồng ý với Anno vì Anno là một hiện tượng." Richard Löwenstein của Der Spiegel đã trích dẫn Anno như một tựa game máy tính ban đầu để thu hút những người chơi nữ; ông tuyên bố vào năm 2002 rằng khoảng 25% người mua là phụ nữ. Vào năm 2011, Klinge cũng gọi số lượng người chơi nữ của trò chơi là "một sự mới lạ tuyệt đối" trước The Sims, và báo cáo rằng phụ nữ chiếm gần 50% trong số khách hàng của Anno 1602.
Thành công của Anno 1602 chủ yếu được dành cho thị trường Đức; GameStar đưa tin rằng, giống như Gothic, nó đã thất bại trong việc tạo ra một "bước đột phá quốc tế". Chủ tịch Sunflowers Adi Boiko nhận xét, "Khi chúng tôi muốn phân phối Anno 1602 ra quốc tế, chúng tôi đã vấp phải những định kiến to lớn rằng một trò chơi từ Đức chẳng có gì là đặc biệt." Doanh số 2,5 triệu bản của Anno 1602 trên toàn thế giới vào cuối năm 2002, riêng thị trường Đức đã chiếm 1,7 triệu bản. Sự giao nhau hạn chế của bản game ở các thị trường khác là phổ biến trong các tựa game của Đức, đặc biệt trong thể loại xây dựng và quản lý của Anno, bất chấp sự phổ biến của các tựa game như vậy trong thế giới nói tiếng Đức. Frank Patalong của Der Spiegel lập luận rằng các game như Anno 1602 là một "hiện tượng đặc biệt của Đức: không nơi nào khác trên thế giới là những tựa game mô phỏng [này] thành công như ở quê nhà." Stefan Schmitt của Der Spiegel và Jochen Gebauer của Games Aktuell đã viết rằng những trò chơi như vậy đặc biệt không được ưa chuộng ở Mỹ, và một người viết bài của GameStar tuyên bố rằng không có tựa game Anno nào trở thành cú hit dành cho thị trường đó vào giữa năm 2006. Boiko lưu ý rằng "rất khó để chúng tôi tìm được nhà phân phối tốt" tại Mỹ, dẫn đến việc phát hành chậm trễ của Anno 1602 và thiếu tiếp thị ở đó. Tuy nhiên, ông hài lòng với doanh số 200.000 bản tại nước này vào đầu năm 2002. Con số này đã tăng lên 250.000 bản vào tháng 11 năm đó.

## Di sản
Anno 1602 được xem là phiên bản mở đầu dòng game Anno. Năm 2018, PC Games đã gọi nó là một trong những tựa game có ảnh hưởng nhất từng được phát hành.